# Apamea di Bitinia
Apamea in Bitinia (in greco antico:  Ἀπάμεια?, Apámeia), detta anche Mirlea, era una città della Bitinia, colonia di Colofone.

## Storia
La città era collocata nella parte sud del golfo di Cio, a nord-ovest di questo centro abitato
Filippo V di Macedonia, padre di Perseo, la conquistò durante la guerra contro il regno di Pergamo e la donò a Prusia, suo alleato e Re di Bitinia. Egli diede alla città, che all'epoca era chiamata Mirlea, il nome di sua moglie, Apamea.
I Romani la fecero diventare, poco prima dell'età di Augusto o durante quella di Giulio Cesare, una loro colonia: infatti l'iscrizione sulle monete romane ritrovate recita "Julia". Al contrario, le monete coniate prima del periodo romano portano l'iscrizione in greco antico: Ἀπαμέων Μυρλεάνων?, Apaméon Myrleánon.
Plinio il Giovane, quando era governatore della Bitinia, chiese all'imperatore Traiano di rendere conto delle tasse pagate da Apamea su esplicita richiesta dei suoi abitanti.
Da un passo di Ulpiano sappiamo che, per il toponimo, era usata anche la forma "Apamena".
In epoca bizantina, la città fu sede di una diocesi, elevata al rango di arcidiocesi nel IX secolo circa.